# زندانیان (فیلم ۲۰۱۳)
زندانیان (به انگلیسی: Prisoners) فیلم آمریکایی محصول سال ۲۰۱۳ در ژانر جنایی و به کارگردانی دنی ویلنوو و تهیه شده در شرکت برادران وارنر است. در این فیلم بازیگرانی چون هیو جکمن، جیک جیلنهال، ماریا بلو، ترنس هاوارد، ملیسا لئو به ایفای نقش پرداختند. داستان فیلم دربارهٔ گم شدن دو کودک در پنسیلوانیا و جستجو برای یافتن آنهاست. فیلم نامزد جایزه اسکار بهترین فیلمبرداری شد. «زندانیان» نخستین فیلم دنیس ویلنیو است که با سرمایه آمریکایی و بازیگران مشهور ساخته شده‌است. همچون فیلم‌های قبلی ویلنیو این فیلم هم بحث‌هایی جدی دربارهٔ موضوع انتقام-عدالت طلبی و مرز باریک میان این دو بیان می‌کند. فیلم با استقبال به شدت مثبت منتقدان و تماشاگران همراه بود و نقدهای ستایش آمیزی دریافت کرد. زندانیان از دیدگاه کاربران سایت IMDB یکی از ۲۵۰ فیلم برتر تاریخ سینماست

## داستان
کلر دوور (هیو جکمن) نجاریست بسیار مذهبی. در مراسم روز شکرگزاری او به همراه خانواده به خانه همسایه خود فرانکلین (ترنس هاوارد) و نانسی بریچ (وایولا دیویس) می‌رود اما در همین حین، دختر وی و دختر صاحب خانه که سرگرم بازی نزدیک یک کاروان جلوی خانه بودند ناپدید می‌شوند.
کاراگاه دیوید لوکی (جک جیلنهال)، راننده کاروان، الکس جونز (پل دینو) که ضریب هوشی وی به اندازی یک کودک ده ساله است را بازداشت و از او بازجویی می‌کند. بازپرسی به جایی نمی‌رسد و جونز آزاد می‌شود. دوور در زمانی که جونز اداره پلیس را ترک می‌کند به او حمله‌ور می‌شود. جونز زمزمه کنان به او می‌گوید: «تا وقتی پیش‌شان بودم گریه نمی‌کردند.» دوور به همین خاطر اطمینان پیدا می‌کند که جونز دختران را ربوده و به همین‌خاطر او را شبانه می‌دزدد و در خانه متروک پدری زندانی می‌کند. او همراه با فرانکلین، پدر دیگر دختری که دزدیده شده ولی از بابت مقصر بودن جونز مطمئن نیست، برای چند روز او را به شدت شکنجه می‌کنند اما چیزی دست‌گیرشان نمی‌شود.
در ادامه، بازرس لوکی در زیرزمین پدر روحانی، پاتریک دون، یک جسد پیدا می‌کند. کشیش اذعان می‌کند که او آن مرد را کشته به این دلیل که وی اعتراف کرده که جنگی علیه خدا به را انداخته و افتخار می‌کرد که شانزده کودک را کشته‌است.
در گردهمایی همبستگی با خانواده دختران، لوکی فردی کلاهدار را می‌بیند که مشکوک رفتار می‌کند و وقتی متوجه لوکی می‌شود فرار می‌کند. لوکی تصویر بازسازی شده این فرد را از رسانه‌ها پخش می‌کند و یک فروشنده مغازه وی را تشخیص می‌دهد. فروشنده گزارش می‌دهد که این فرد، لباس‌های کودکان را در اندازه‌های کودکان می‌خریده‌است. لوکی این مرد را که باب تیلور نام دارد می‌یابد و در خانه‌اش بازداشت می‌کند. دیوارهای خانه‌او پوشیده از طرح‌های مارپیچی است. لوکی جعبه‌هایی پر از طرح‌های مارپیچی، مار زنده و لباس‌های خونی بچگانه پیدا می‌کند و همچنین لباس‌هایی که به دختران دزدیده شده تعلق دارد. تیلور به سرقت اعتراف می‌کند؛ اما بدون آشکار کردن اطلاعات بیشتر خودش را در اداره پلیس می‌کشد. پلیس نتیجه‌گیری می‌کند که تیلور هیچ ربطی به قضیه نداشته و تنها خیال‌پرداز بوده؛ او لباس دخترها را از خانه آنها دزدیده بوده و با خون خوک آنها را خونی کرده بوده‌است.
از سوی دیگر، دوور همچنان پنهانی به شکنجه کردن الکس جونز ادامه می‌دهد، کسی که الکس بودن را انکار می‌کند و ادعا می‌کند از مارپیچ فرار کرده‌است. دوور، زن عموی الکس، هالی را ملاقات می‌کند. کسی که می‌گوید او و همسرش خیلی مذهبی بودند تا زمانی که پسرشان به خاطر سرطان درگذشت.
جوی بریچ تحت تأثیر مواد اما زنده پیدا می‌شود. دوور برای به دست آوردن اطلاعات در بیمارستان وی را ملاقات می‌کند. خاطرات او مغشوش شده؛ و من من کنان می‌گوید «تو آنجا بودی»، که وی را مظنون می‌کند. دوور متوجه می‌شود که جوی او را در خانه جونز دیده‌است و سپس از دست پلیس فرار می‌کند. لوکی به دنبال دوور در ساختمانی می‌رود که او را قبلاً دیده و الکس را پیدا می‌کند.
دوور به خانه جونز برای به دست آوردن اطلاعات می‌رود، اما هالی به طرف او تفنگ می‌گیرد. هالی برای او تعریف می‌کند که او و همسرش بعد از مرگ پسرشان برای «جنگ با خدا» کودکان زیادی را دزدیدند. الکس نخستین کودکی بود که دزدیدند. در ادامه هالی، دوور را در حیاط خانه‌اش در یک گودال پنهانی زندانی می‌کند، جایی که دوور سوت دخترش را پیدا می‌کند.
لوکی به خانه هالی می‌رود که به وی بگوید الکس را پیدا کرده‌اند. او در خانه یک عکس از شوهر هالی را پیدا می‌کند که در آن گردنبندی با علامت مارپیچ به گردن دارد. گردنبند مانند همان گردنبندی است که به گردن جسد در خانه کشیش پیدا شده بود. لوکی آنا (یکی از دختران دزدیده شده) را پر خانه هالی پیدا می‌کند که منجر به تیراندازی بین او و هالی می‌شود. لوکی زخمی می‌شود و هالی جان خود را از دست می‌دهد. لوکی سراسیمه آنا را به بیمارستان، پیش مادرش می‌رساند. در پایان، در حالی که آخرین جستجوها در خانه هالی به پایان می‌رسد همه در حال رفتن هستند که لوکی صدای سوت دوور را از ته گودال می‌شنود.

## بازیگران
- هیو جکمن به عنوان کلر دوور
- جیک جیلنهال به عنوان دیوید لوکی
- ماریا بلو به عنوان گریس دوور
- ترنس هاوارد به عنوان فرانکلین بریچ
- ملیسا لئو به عنوان هالی جونز
- پل دانو به عنوان الکس جونز
- ویولا دیویس به عنوان نانسی بریچ

## گیشه
زندانیان در تلوراید فیلم فستیوال به نمایش درآمد، و در ۲۰ سپتامبر ۲۰۱۳ در آمریکا و کانادا اکران شد. فیلم در ۳٫۲۶۰ سینما در ۲۰سپتامبر اکران شد و ۲۰٫۸۱۷٫۰۵۳ میلیون دلار در هفته اول فروخت، به‌طور متوسط ۶٫۳۸۶ دلار در هر سینما و جایگاه اول در باکس آفیس. بعد از ۷۷ روز فیلم اکرانش را با ۶۱٫۰۰۲٫۳۰۲ در آمریکا و در جهان با ۶۱٫۱۲۴٫۳۸۵ میلیون دلار به‌طور کل ۱۱۲٫۱۲۶٫۶۸۷ با بودجه ۴۶ میلیون دلاری به کار خود پایان داد.

## نقدها
زندانیان به‌طور کل نقدهای مثبتی را دریافت کرد. فیلم در سایت راتن تومیتوز از ۲۲۳ نقد نمر۸۳٪، و رتبه ۷٫۳ از ۱۰ را گرفت. منتقدان سایت به‌طور کل معتقد بودن که: زندانیان دارای یک پیچیدگی احساسی و حس ترس که باعث می‌شود، فیلم جذاب (و نگران‌کننده) شود. در متاکریتیک یک خبرخوان نقد دیگر فیلم ۷۴ از ۱۰۰ براساس ۴۶ نقد، که به معنی نقدهای به‌طور کلی مطلوب.
کریستوفر ار از آتلانتیک نوشت:اکتشاف اخلاقی یا بهره‌برداری؟ در آخر، من پایین آمدم: کار توسط جکمن، جیلنهال و مخصوصاً ویلنوو تمام شد. این فیلم اکنون جزو ۲۵۰ فیلم برتر در Imdb است